# Шассаль-Моленж
Шассаль-Моленж (фр. Chassal-Molinges) — муніципалітет у Франції, у регіоні Бургундія-Франш-Конте, департамент Жура. Шассаль-Моленж утворено 1 січня 2019 року шляхом злиття муніципалітетів Шассаль i Моленж. Адміністративним центром муніципалітету є Моленж. Населення — 1128 осіб (01.01.2021).